# Верхній Мулебкі
Верхній Мулебкі (рос. Верхние Мулебки) — село Акушинського району, Дагестану Росії.
Населення — 1438 (2015).

## Населення
За даними перепису населення 2002 року в селі мешкало 1336 осіб. У тому числі 680 (50,90 %) чоловіків та 656 (49,10 %) жінок.
Переважна більшість мешканців — даргинці (100 % від усіх мешканців). У селі переважає північнодаргинська мова.
У 1959 році в селі проживало 820 осіб.